# Бурдин, Исидор Моисеевич
Исидор (Изя) Моисеевич Бурдин (1 июня 1914, Брэила, Румыния — 15 сентября 1999, Нью-Йорк) — молдавский советский скрипач-лаутар, дирижёр, композитор, педагог.
Легендарная фигура фольклорной музыки Молдовы.

## Биография
Родился в семье скрипача в Брэиле. Вырос в Измаиле, где в начале 1930-х годов начал играть в оркестре «Шомерул весел» (Весёлый безработный). Учился в Бухарестской академии музыки и искусств (1935—1940). С присоединением Бессарабии к СССР в 1940 году вернулся в Измаил. В годы Великой Отечественной войны руководил джаз-оркестром 8-го медико-санитарного батальона, после освобождения размещённого в Ростове-на-Дону.
В 1945 году поселился в освобождённом Кишинёве, где в том же году стал основателем и дирижёром первого городского тарафа, ставшего впоследствии оркестром молдавской народной музыки «Флуераш». 25 апреля 1951 года арестован, осуждён на 25 лет исправительно-трудовых лагерей по обвинению в антисоветской пропаганде, освобождён в 1956 году; после реабилитации возвратился в Кишинёв. Оркестр «Флуераш» после ареста Бурдина возглавлял композитор Давид Федин, а в 1957 году его возглавил ученик Бурдина — Сергей Лункевич.
В 1956—1961 годах был скрипачом и руководителем джаз-оркестров нескольких кинотеатров города. Одновременно организовал оркестр молдавской народной музыки «Тарафул» (выступал дирижёром, композитором и первой скрипкой), в котором в 1959 году дебютировал в качестве аранжировщика композитор Евгений Дога, а в 1961 году в качестве контрабасиста певец Михай Долган. Позже этот оркестр народных инструментов под новым названием «Хора» был им реорганизован в Кишинёвском политехническом институте. В 1961—1962 годах руководил также молодёжным ансамблем Молдавской филармонии.
Работал дирижёром в оркестре танцевального ансамбля «Жок». В 1970—1980 годах — музыкальный руководитель и дирижёр «Ансамбля молдавских цыган» при Молдавской филармонии (художественный руководитель — Леонид Череповский). Преподавал молдавскую народную музыку в кишинёвском музыкальном училище и в Институте искусств имени Г. Музическу.
В 1980 году поселился в Иерусалиме, играл в оркестре отеля «King David»; в 1996 году переехал в Нью-Йорк.
Исидор Бурдин — автор множества песен, исполняемых возглавляемыми им оркестрами молдавской и цыганской народной музыки, а также аранжировок народных мелодий. Написал музыку к картинам «Красные поляны» киностудии «Молдова-фильм» (1966), «Лэутары» (он же и исполнитель, 1971, с Е. Догой), «Табор уходит в небо» (с Е. Догой, 1976), сыграл скрипача в фильме «Ждите нас на рассвете» (1963). Среди других композиций — «Preludium a hora capriccioso», «Romanţă» из кинофильма «Лэутары». Был большим пропагандистом цимбал.
В 2011 году Министерство культуры Молдовы учредило премию имени Исидора Бурдина в области молдавского фольклора и народного искусства.

## Семья
- Жена (с 1940) — Евгения Шабсовна Хазина (1916—2000), филолог и педагог.
  - Дочь — Фелиция Исидоровна Бурдина (род. 1945, Ростов-на-Дону), музыкальный педагог; её муж — Леонид Абрамович Фурер (род. 1947), инженер и изобретатель, старший научный сотрудник Института прикладной физики АН Молдавской ССР[27].

## Нотные издания
- Vino, bade, vino: Pentru voce fără acomp. Кишинёв: Картя молдовеняскэ, 1964.
- Drag îmi este cîntecul (Песня — любовь моя). Кишинёв: Картя молдовеняскэ, 1968. — 221 с.; второе, расширенное издание — там же, 1974.
- Концертные пьесы для цимбал: С сопровождением и без сопровождения. Кишинёв: Картя молдовеняскэ, 1976.
- «Флоаря норокулуй» (1968), «Кынта тарафул» (1977), «Драг ыми есте кынтекул». Culegere de cântece pentru voce cu acomp. la chitară. Кишинёв: Картя молдовеняскэ, 1977. — 144 с.

## Грамзаписи
- Музыка из кинофильма «Лаутары» (Мелодия, 1973).[28]